# بوبي جونز (لاعب كرة سلة مواليد 1984)
بوبي جونز (بالإنجليزية: Bobby Jones)‏ مواليد 9 يناير 1984 في كومبتون، هو لاعب كرة سلة غيني بدأ مسيرته الاحترافية في سنة 2006 حيث تم اختياره من قبل فريق مينيسيوتا تيمبر وولفز خلال الدرافت، يلعب مع فريق يوفي كازيرتا باسكت في ليغا باسكيت الدرجة الأولى ويحمل الرقم 14. يبلغ طوله 6 قدم 7 بوصة (2.0 م).

## فرق لعب لها
- فيلادلفيا سفنتي سيكسرز
- دنفر ناغتس
- ميمفيس غريزليس
- هيوستن روكتس
- ميامي هيت
- سان أنطونيو سبرز

## إحصائيات المسيرة

### الموسم الاعتيادي
| السنة   | الفريق                 | لعب | بدأ | دقيقة | ميداني% | ثلاثية | حرة  | ارتداد | صنع | استلاب | تصدي | نقطة |
| ------- | ---------------------- | --- | --- | ----- | ------- | ------ | ---- | ------ | --- | ------ | ---- | ---- |
| 2006–07 | فيلادلفيا سفنتي سيكسرز | 44  | 5   | 7.6   | .462    | .111   | .561 | 1.3    | .4  | .3     | .0   | 2.5  |
| 2007–08 | دنفر ناغتس             | 25  | 0   | 8.9   | .406    | .391   | .821 | 1.5    | .4  | .2     | .0   | 3.4  |
| 2007–08 | ميمفيس غريزليس         | 9   | 2   | 15.2  | .389    | .231   | .900 | 3.0    | 1.2 | .6     | .2   | 4.4  |
| 2007–08 | هيوستن روكتس           | 4   | 0   | 2.3   | .500    | .000   | .000 | .3     | .0  | .2     | .0   | 1.0  |
| 2007–08 | ميامي هيت              | 6   | 0   | 23.8  | .531    | .400   | .615 | 4.0    | .8  | .3     | .0   | 8.0  |
| 2007–08 | سان أنطونيو سبرز       | 3   | 0   | 6.7   | .250    | .000   | .000 | .7     | .3  | .7     | .0   | .7   |
| المسيرة |                        | 91  | 7   | 9.5   | .442    | .306   | .685 | 1.6    | .5  | .3     | .0   | 3.2  |

## روابط خارجية
- بوبي جونز على موقع الدوري الأوروبي لكرة السلة (الإنجليزية)
- بوبي جونز على موقع إن بي أي (الإنجليزية)
- بوبي جونز على موقع دوري كرة السلة الياباني للمحترفين (اليابانية)
- بوبي جونز على موقع سبورتس رفرنس (الإنجليزية)
- بوبي جونز على موقع كرة السلة الأوروبية.كوم (الإنجليزية)
- بوبي جونز على موقع كلية كرة السلة في سبورتس رفرنس.كوم (الإنجليزية)
- بوبي جونز على موقع ريلجم (الإنجليزية)
- بوبي جونز على موقع بروبوليرز (الإنجليزية)
- بوبي جونز على موقع سبورتس رفرنس (الإنجليزية)
- بوبي جونز على موقع سبورتس رفرنس (الإنجليزية)